# Akela Jones
Akela Jones (Saint Michael, 22 aprile 1995) è una multiplista, altista e lunghista barbadiana.

## Palmarès
| Anno | Manifestazione      | Sede           | Evento         | Risultato  | Prestazione | Note                          |
| ---- | ------------------- | -------------- | -------------- | ---------- | ----------- | ----------------------------- |
| 2011 | Mondiali allievi    | Lilla          | Salto in lungo | 6ª         | 6,04 m      |                               |
| 2012 | Mondiali juniores   | Barcellona     | Salto in lungo | 18ª (q)    | 6,09 m      |                               |
| 2014 | Mondiali juniores   | Eugene         | Salto in alto  | Finale     | dns         |                               |
| 2014 | Mondiali juniores   | Eugene         | Salto in lungo | Oro        | 6,34 m      |                               |
| 2015 | Giochi panamericani | Toronto        | 100 m hs       | Semifinale | 13"10       |                               |
| 2015 | Giochi panamericani | Toronto        | Salto in alto  | Bronzo     | 1,91 m      | Miglior prestazione personale |
| 2015 | Giochi panamericani | Toronto        | Salto in lungo | 6ª         | 6,60 m      | Record nazionale              |
| 2015 | Campionati NACAC    | San José       | 100 m hs       | 7ª         | 13"08       |                               |
| 2015 | Mondiali            | Pechino        | Eptathlon      | dnf        | dnf         |                               |
| 2016 | Giochi olimpici     | Rio de Janeiro | Salto in alto  | 31ª (q)    | 1,85 m      |                               |
| 2016 | Giochi olimpici     | Rio de Janeiro | Eptathlon      | 20ª        | 6 173 p.    |                               |
| 2022 | Mondiali indoor     | Belgrado       | Salto in lungo | 11ª        | 6,55 m      |                               |